# Piotr Paziński
Piotr Paziński, né le 7 septembre 1987, est un taekwondoïste polonais. Il évolue dans les catégories de poids -80 kg.

## Palmarès

### Championnats d'Europe
- Médaille de bronze en 2016 à Montreux (Suisse), en catégorie -80 kg.

### Open internationaux
- Vainqueur en 2014 de l'Open de Suède à Trelleborg, en catégorie -80 kg.